# Tichon (patriarcha moskevský)
Svatý patriarcha Tichon Posvětitel, narozen jako Vasilij Ivanovič Běllavin (rusky Тихон, vlastním jménem Василий Иванович Беллавин, 31. ledna 1865 Toropec – 7. dubna 1925 Moskva) byl v letech 1917 až 1925 jedenáctým patriarchou moskevským a celé Rusi. V letech 1922–1923 byl komunistickým režimem držen v domácím vězení v moskevském Donském klášteře.

## Život
V letech 1878 až 1884 studoval v semináři v Pskově. O čtyři roky později absolvoval teologickou akademii v Petrohradě. V roce 1891, když mu bylo 26 let, složil řeholní sliby a přijal jméno Tichon z úcty k osobnosti sv. Tichona Zadonského. V roce 1897 byl vysvěcen na biskupa tehdy ruského města Lublin.

### Působení v USA
O rok později se stal biskupem Aleutských ostrovů a Aljašky. Odcestoval do Spojených států a později rovněž získal americké občanství. V roce 1900 se stal hlavou Ruské pravoslavné církve v Americe. Podporoval zde stavbu nových pravoslavných chrámů, navázal dialog se zástupci řecké pravoslavné církve.

### Návrat do Ruska
Roku 1907 se vrátil do Ruska, byl jmenován biskupem Jaroslavli. V roce 1917 se stal patriarchou moskevským a celé Rusi. V roce 1918 otevřeně odsoudil zavraždění carské rodiny, vystupoval proti bolševickému pronásledování představitelů církve.
V době hladomoru v roce 1921 zaslal patriarcha dopis Leninovi, v němž mu navrhoval, aby byla prodána část církevních cenností. Výtěžek prodeje měl sloužit k nákupu obilí pro hladovějící. Lenin svolal předsednictvo strany, před kterým dopis přečetl a prohlásil, že nastal čas skoncovat s pánbíčkáři. Církev obvinil, že nechce své bohatství poskytnout na pomoc hladovějícím, což vládu nutí, aby jej zkonfiskovala. Dne 23. února 1922 podepsal Lenin dekret O odejmutí církevních cenností ve prospěch hladovějících. Na jeho základě příslušníci oddílů tajné policie vtrhli do chrámů. Konfiskovali a nenávratně ničili ikony vykládané drahokamy, bohoslužebné nádoby ze zlata a stříbra, cenné historické zlaté kříže. Na mnoha místech policejní oddíly narazily na odpor věřících, kteří však proti ozbrojeným jednotkám neměli šanci církevní předměty ubránit. Patriarcha Tichon napsal protestní prohlášení, které režim ignoroval.
Za svůj veřejný protest proti tomuto jednání, které označil za svatokrádež, byl od dubna 1922 do června 1923 držen v domácím vězení v Donském klášteře. V reakci na to několik států poslalo protestní nóty sovětské vládě. V téže době probíhaly v zemi soudní procesy s odpůrci konfiskací, ve kterých padly i rozsudky smrti.
V roce 1923 byl patriarcha sesazen radou Živé církve, podporovanou sovětskými tajnými službami, podle níž byl pak již jen pouhým občanem Vasilijem Běllavinem. Tento akt však ruská pravoslavná církev nikdy neuznala a považuje jej za neplatný.

### Závěr života
Roku 1924 patriarcha onemocněl a byl hospitalizován. Dne 5. dubna 1925 sloužil svou poslední bohoslužbu, zemřel o dva dny později. Jeho tělo je pohřbeno v Donském klášteře.

## Kanonizace
Za svatého byl prohlášen nejprve ruskou pravoslavnou církví v zahraničí, a to 1. listopadu 1981. O osm let později, 9. října 1989, také moskevským patriarchátem.